# Honda N-One
 (novembre 2021).
Si vous disposez d'ouvrages ou d'articles de référence ou si vous connaissez des sites web de qualité traitant du thème abordé ici, merci de compléter l'article en donnant les références utiles à sa vérifiabilité et en les liant à la section « Notes et références ».

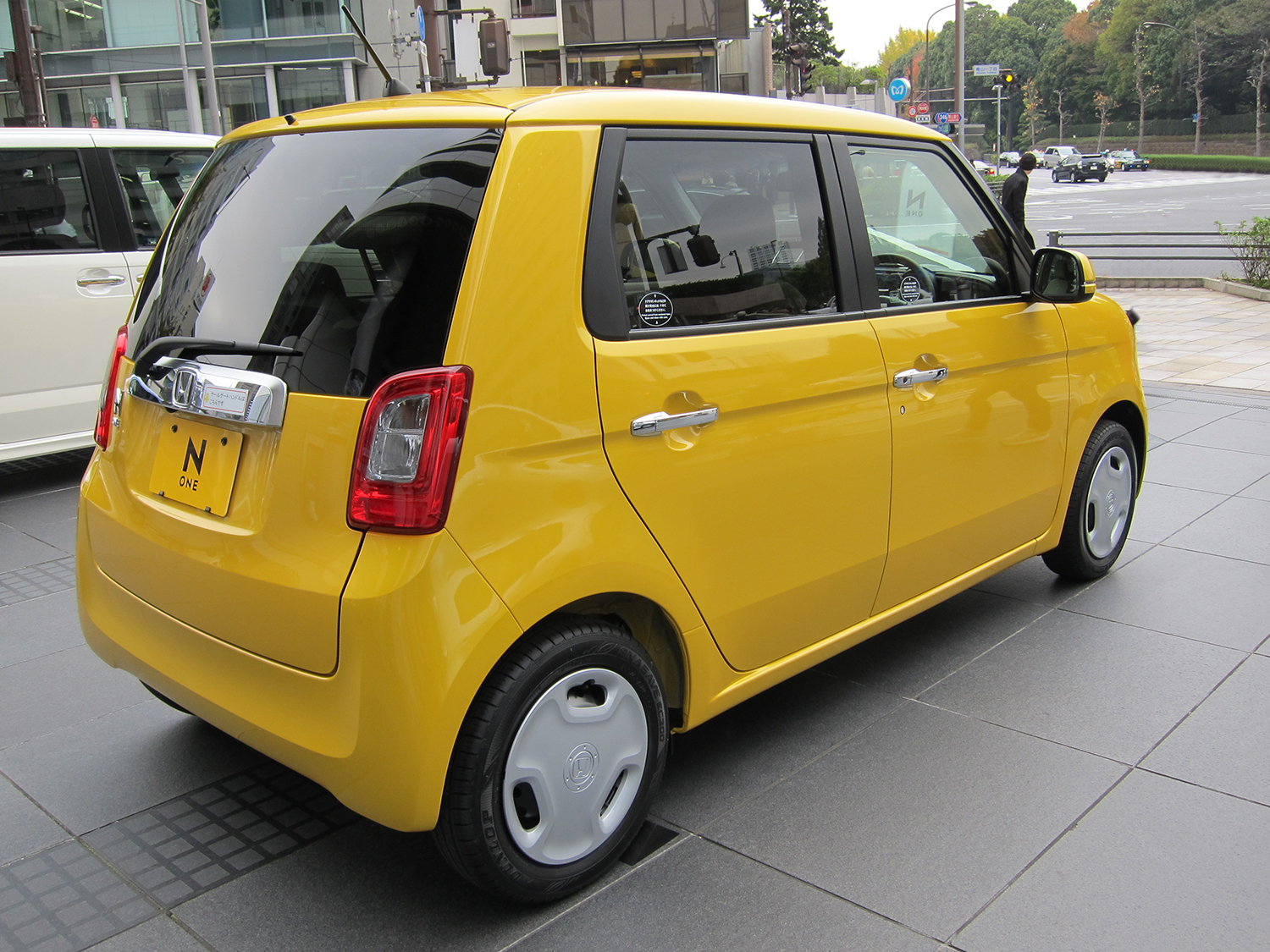
Vue 3/4 arrière de la N-One.

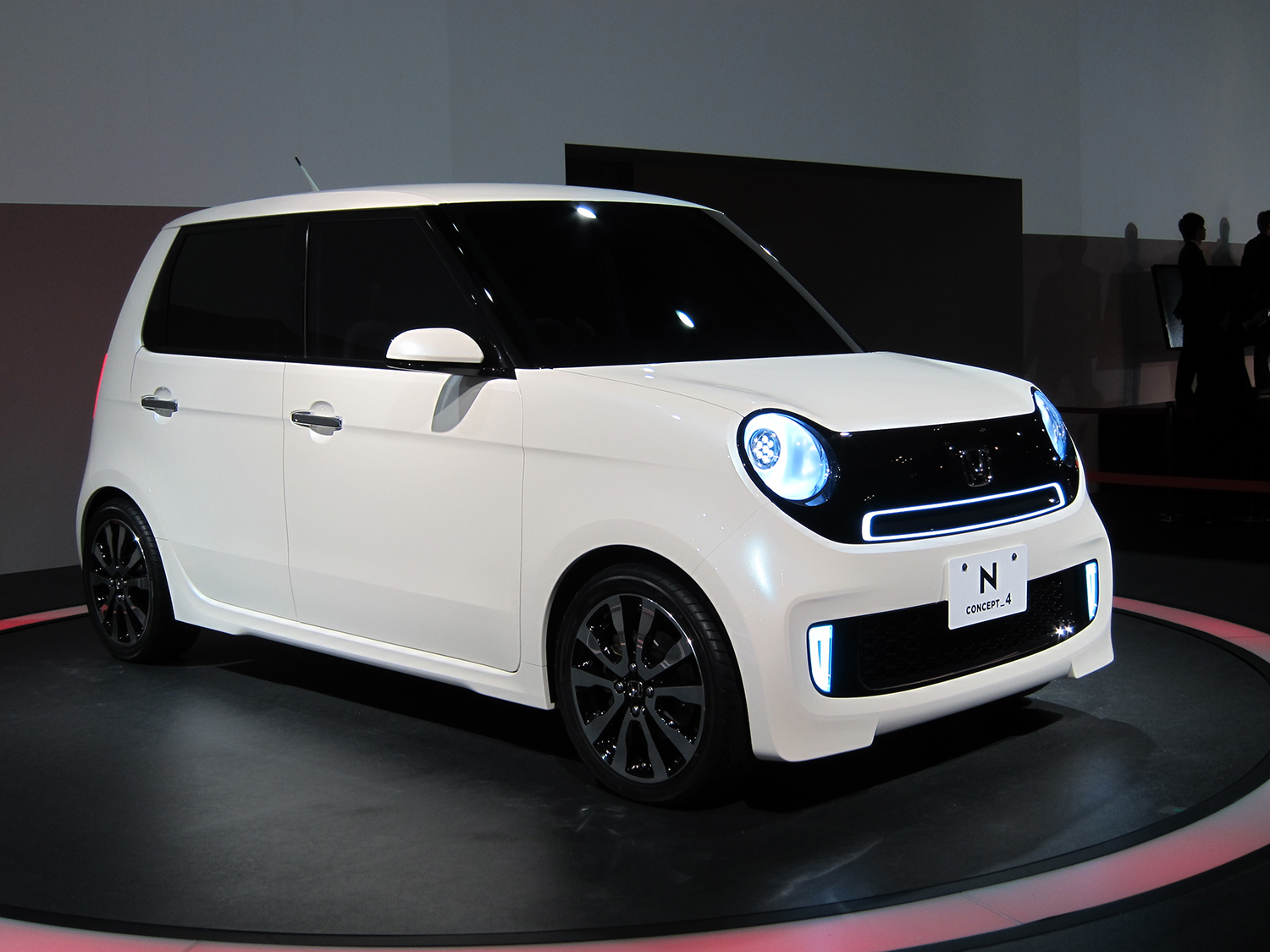
La N Concept 4 au Salon de Tokyo fin 2011 qui annonçait la N-One.

La N-One est une petite voiture à 5 portes et quatre places, produite par le constructeur automobile japonais Honda. Elle est sortie au Japon en novembre 2012, un an après avoir été présentée sous la forme d'un concept-car appelé "N Concept 4" au Tokyo Motor Show.
La N-One appartient à la catégorie keijidosha, spécifique au marché japonais, et qui règlemente les dimensions et la cylindrée (moins de 3,40 m de long, moins de 1,48 m de large, moins de 660 cm³) afin de pouvoir profiter de taxes allégées. 
La N-One partage de nombreux éléments techniques avec le N Box. La plate-forme, les motorisations et transmissions sont ainsi les mêmes. On retrouve donc le 3 cylindres de 58 ch, ou 64 ch s'il est suralimenté par turbo, chaque fois associé à la boîte automatique par variateur (CVT). La N-One propose elle aussi le choix entre deux roues motrices (traction) ou quatre roues motrices. Dans ce dernier cas, et comme sur le N Box, la capacité du réservoir est ramenée de 35 à 30 litres. 
La N-One bénéficie en revanche de sa propre carrosserie, nettement plus basse que celle du N Box. Son style évoque celui de la petite N360 fabriquée entre 1967 et 1972.
À noter que N-One s'orthographie avec un trait d'union, ce qui n'est pas le cas de N Box.